# Valma
Valma är en by (estniska: küla) i Estland. Den ligger i Viljandi kommun i landskapet Viljandimaa, i den södra delen av landet, 140 km sydost om huvudstaden Tallinn. Valma ligger 44 meter över havet och antalet invånare är 150. Den ligger vid sjön Võrtsjärv.
Terrängen runt Valma är mycket platt.  Trakten runt Valma är nära nog obefolkad, med mindre än två invånare per kvadratkilometer. Närmaste större samhälle är Mustla, 16,0 km söder om Valma.